# ۴-کلروآنیلین
۴-کلروآنیلین (به انگلیسی: 4-Chloroaniline) با فرمول شیمیایی C۶H۶ClN یک ترکیب شیمیایی با شناسه پاب‌کم ۷۸۱۲ است. که جرم مولی آن ۱۲۷٫۵۷۱۵۴ g/mol می‌باشد. شکل ظاهری این ترکیب، جامد زرد کمرنگ است.